# Елдар Гасимов
Елдар Гасимов (азер. Eldar Qasımov; Баку, 4. јун 1989) азербејџански је певач. Са песмом Running Scared, у дуету са Нигар Џамал, победио је на Песми Евровизије 2011. у Диселдорфу, Немачка.
Изабран је за једног од водитеља Песме Евровизије 2012. у Бакуу.